# Сугорово (Ленинградская область)
Сугорово — деревня в Цвылёвском сельском поселении Тихвинского района Ленинградской области.

## История
Деревня Сугарево упоминается на «Специальной карте западной части России» Ф. Ф. Шуберта 1844 года.

СУГОРОВО — деревня Сугоровского общества, Ильинско-Сяського прихода. Река Сясь.

Крестьянских дворов — 24. Строений — 35, в том числе жилых — 27. Школа, 2 мелочные лавки и 2 питейных дома.

Число жителей по семейным спискам 1879 г.: 49 м. п., 57 ж. п.; по приходским сведениям 1879 г.: 49 м. п., 69 ж. п.

БОЛЬШОЙ ДВОР — посёлок Сугоровского общества, Ильинско-Сяського прихода. Река Сясь.

Строений — 3, в том числе жилых — 1. Постоялый двор. Число жителей по приходским сведениям 1879 г.: 1 м. п., 3 ж. п.

Сборник Центрального статистического комитета описывал её так:

СУГОРОВА — деревня бывшая владельческая при реке Сясе, дворов — 18, жителей — 101; Волостное правление, школа, 2 лавки, лесопильный завод, ярмарка 21 ноября. (1885 год)

По данным 1891 года владелицей усадьбы Сугорово являлась крестьянка Анисья Антоновна Рябинина.
В конце XIX — начале XX века деревня относилась к Сугоровской волости 1-го земского участка 1-го стана Тихвинского уезда Новгородской губернии.

СУГОРОВО — деревня Сугоровского общества, дворов — 22, жилых домов — 22, число жителей: 73 м. п., 80 ж. п. 

Занятия жителей — земледелие. Река Сясь. Хлебная лавка, смежна с усадьбой Большой Двор. 

СУГОРОВО — усадьба Т. Д. Рябининой, дворов — 1, жилых домов — 1, число жителей: 1 м. п., 3 ж. п. 

Занятия жителей — земледелие. Новоладожский тракт. Река Сясь. Смежна с деревней Сугорово. (1910 год)

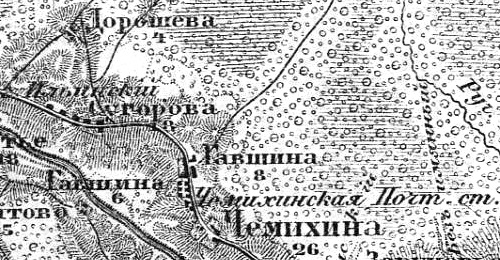
Деревня Сугорово на карте 1913 года

Согласно карте Петроградской и Новгородской губерний 1913 года деревня называлась Сугорова насчитывала 8 дворов.
С 1917 по 1918 год деревня Сугорово входила в состав Сугоровской волости Тихвинского уезда Новгородской губернии. 
С 1918 года в составе Череповецкой губернии.
С 1927 года в составе Ильинского сельсовета Тихвинского района.
В 1940 году население деревни Сугорово составляло 156 человек.
Согласно карте Ленинградской области Северо-западного аэрогеодезического треста ГГУ издания 1932 года деревня насчитывала 21 крестьянский двор.
По данным 1933 года деревня Сугорово входила в состав Ильинского сельсовета.
В 1958 году население деревни Сугорово составляло 85 человек.
По данным 1966, 1973 и 1990 годов деревня Сугорово также входила в состав Ильинского сельсовета.
В 1997 году в деревне Сугорово Ильинской волости проживали 35 человек, в 2002 году — 21 (все русские).
В 2007 году в деревне Сугорово Цвылёвского СП проживали 19 человек, в 2010 году — 10.

## География
Деревня расположена в юго-западной части района на автодорогах А114 (Вологда — Новая Ладога) и 41К-932 (Чемихино — Дорошово).
Расстояние до административного центра поселения — 11 км.
Расстояние до ближайшей железнодорожной платформы Черенцово — 5 км.
Деревня находится на правом берегу реки Сясь.

## Демография
| 1879 | 1885 | 1910 | 1940 | 1958 | 1997 | 2002 |
| ---- | ---- | ---- | ---- | ---- | ---- | ---- |
| 110  | ↘101 | ↗157 | ↘156 | ↘85  | ↘35  | ↘21  |
| 2007 | 2010 | 2017 |      |      |      |      |
| ↘19  | ↘10  | ↗24  |      |      |      |      |

### Национальный состав
Согласно данным Всероссийской переписи населения 2021 года в деревне проживали 18 человек, все русские.

## Улицы
Песочная.